# Scutigera carrizala
Scutigera carrizala är en mångfotingart som beskrevs av Chamberlin 1942. Scutigera carrizala ingår i släktet Scutigera och familjen spindelfotingar. Inga underarter finns listade i Catalogue of Life.